# Mil Mi-12
O Mil Mi-12, mais conhecido como Mil V-12 (NATO:  Homer), foi um helicóptero experimental de transporte de cargas pesadas. É a maior aeronave de asas rotativas já construída pelo homem.
O MI-12 utiliza um esquema de dois rotores transversais contrarrotativos. Foram também  construídos  pela empresa Mil e eliminaram o uso do rotor traseiro. Estes rotores são os mesmos utilizados no Mil Mi-6 e aqui duplicados (Mi-12).
A produção do protótipo do Mi-12 começou em 1965 conseguindo no primeiro teste levantar não menos que 35.000 kg,  em 10 de julho de 1968 iniciaram-se voos operacionais. Em fevereiro de 1969, o protótipo  levantou uma carga de 31.030 kg a uma altura de 3,91 m. Em agosto do mesmo ano, o Mi-12 ergueu 54 205 kg (88 636 lb) a uma altura de 2255 m (7398 pés), um recorde mundial.

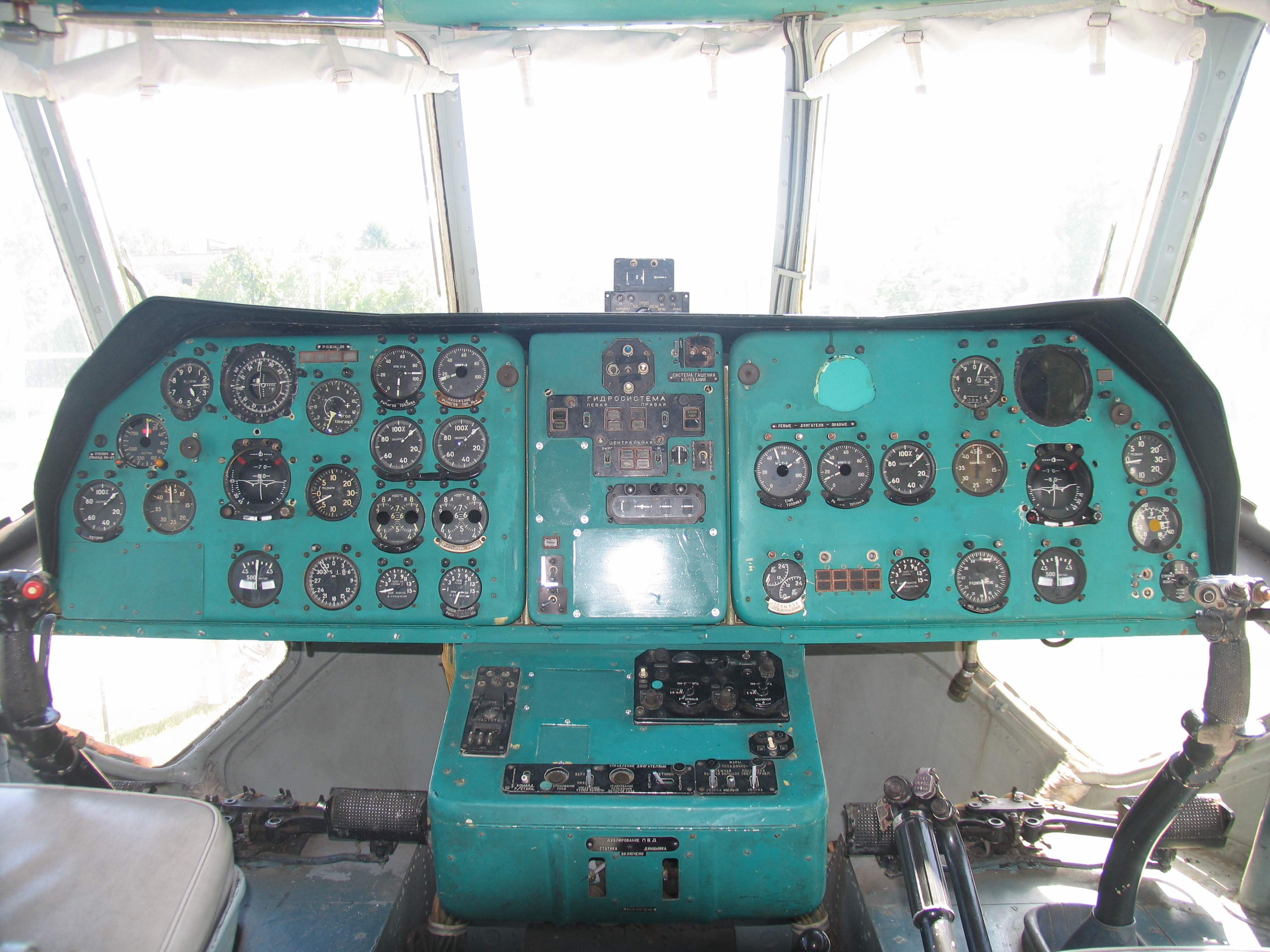
Cockpit do Mi-12

Outro Mi-12 com registro CCCP-21142 / H-833 foi construído e demonstrado na Europa inclusive no show de Le Bourget, Paris, em 1971. Apesar disto o helicóptero não alcançou suas especificações de projeto e o programa foi cancelado com apenas três aeronaves produzidas.
Algumas fontes mencionam um quarto protótipo de MI-12, que caiu em testes, mas isto não foi confirmado por fontes oficiais.
Um dos Mi-12 remanescentes esta em exposição no Museu Monino da Força Aérea Russa (50 km ao leste de Moscou). O outro está na fábrica de helicópteros Michail Leontjewitsch Mil em Lyubertsy-Panki próximo a Moscou. Já o terceiro protótipo foi desmantelado.

## Características gerais
Tripulação: 6 (piloto, co-piloto, engenheiro de voo, eletricista, navegador e operador de rádio)
Capacidade: 300 passageiros, 28 toneladas de carga (VTOL) ou 50 toneladas de carga (STOL).
Comprimento: 50,00 m (121 ft 4 in)
Diâmetro do rotor: 2x 35,00 m (150 ft 10 in)
Altura: 13,50 m (41 ft 0 in)
Área do disco: 1924 m² (20.700 ft²)
Peso vazio: 79.100 kg (152.020 lb)
Peso com carga: 100.000 kg (213.400 lb)
Peso máximo para decolagem: 105.000 kg (231.000 lb)
Motores: 4× Soloviev D-25VF turboeixo, 4048 kW (6497 shp) cada.
Velocidade máxima: 260 km/h (163 mph)
Desempenho
Alcance: 1000 km (625 miles)
Teto de serviço: 3500 m (11.480 ft)
Razão de subida: 0,9 m/s (177 ft/min)
Carga do disco: 50 kg/m² (10 lb/ft²)
Potência/peso: 0,20 kW/kg (0,12 hp/lb)